# 斯托克利 (密蘇里州)
斯托克利（英語：Stokley）是位於美國密蘇里州佩蒂斯縣的非建制地區。

## 歷史
斯托克利的郵局於1884年設立，其後於1902年停運。

## 地理
斯托克利所處的海拔為高於海平面236米（即774英呎），而該地所採用的時區為UTC-6，即北美中部時區（CST）。同時該地設有夏令時間，為UTC-6調快一小時，即UTC-5（CDT）。